# تیچو (بازیکن فوتبال)
والدسیر د سوزا جونیور (به پرتغالی: Valdecir de Souza Júnior) معروف به تیچو () بازیکن فوتبال در پست هافبک/مهاجم اهل برزیل است که در شهر بلو هوریزونته و در تاریخ ۲۱ آوریل ۱۹۸۷ به دنیا آمده‌است.

## باشگاهی
تیچو در تیم فوتبال اتلتیکو مینیرو و ماریتیمو سابقهٔ حضور دارد.